# 烏克蘭—歐洲聯盟聯合協議
烏克蘭－欧洲联盟聯合協議是乌克兰與欧洲联盟和歐洲原子能共同體之間的條約。該協議已經於2017月9月1日生效。雙方致力於一體化各個領域的經濟政策、法規，包含平等勞動權利、免簽自由遷徙權利、司法領域方面的資訊及人員交流、促進烏克蘭的能源基礎設施的現代化以及獲得歐洲投資銀行的援助資格。雙方承諾舉行定期高峰會議以及部長、其他官員和專家層級的會議。該協議還建立了深入而全面自由貿易區。
該協議承諾烏克蘭的經濟，司法和金融改革銜接的政策和立法，烏克蘭承諾將逐步符合歐盟技術和消費水平而歐盟同意向烏克蘭提供政治和財政支持，以及優先進入歐盟市場。該協議承諾雙方推動向歐盟的一個逐漸趨同的共同安全与防务政策。

## 聯合協定
聯合協定也稱联系国协定，是歐盟的28個成員國和非歐盟國家之間簽署的一種協議。在歐盟和非歐盟國家之間建立一個全方面的框架，許多情況下一些聯繫國協定的對象國將來會成為歐盟的一份子，烏克蘭-歐盟聯合協議的核心內容在於雙方簽署「深度廣泛的自由貿易區」協定，即烏克蘭加入以歐盟為主體，包括挪威等非歐盟成員國在內的自由貿易區。

### 協議內容簡介[2]
該協議要求歐洲理事會主席和烏克蘭總統及歐盟理事會成員和烏克蘭部長內閣之間必須定期開會，還包括歐洲議會和烏克蘭議會，以及雙方其他官員和專家。
該協議還承諾雙方一體化的政策，包括在法律和法規間廣泛的合作。這些內容包括：免簽證，信息和人員的交流的平等權利，烏克蘭在司法領域及能源基礎設施的現代化，獲得了歐洲投資銀行和各種其他範圍的補助。
該協議還承諾烏克蘭的經濟，司法和金融改革的議程。烏克蘭還承諾採取改革措施以逐步符合歐盟的標準。作為交換，歐盟將烏克蘭提供政治和財政支援，以及優先進入歐盟市場。該協議還承諾雙方促進外交和安全政策的領域，特別是將逐漸趨同歐盟的共同安全與防務政策。
烏克蘭也將逐步以歐洲標準（EN）作為國家標準，包括歐洲一體化的主體。烏克蘭將逐步履行會員資格的其他條件，以符合哥本哈根標準。

#### 附加條款[3]
該條款是因應荷蘭在2016年4月諮詢性公投中否決了聯合協定而新增的一項附加條款，內容包括：雖然協定旨在確立歐盟與烏克蘭密切和持久的關係，但協定並未賦予烏克蘭歐盟候選國地位，也不承諾未來給予烏克蘭這一地位；在歐盟與烏克蘭的安全合作方面，協定不承諾歐盟及成員國將向烏克蘭提供集體安全保障或其他軍事援助。
該次諮詢性公投的投票率約33%，依照荷蘭公投法規定投票率高於30%就視為有效公投。

## 歷史
雙方關於此協議的談判自在巴黎舉行的第十二屆烏歐峰會結束後開始， 2009年歐盟公布了「聯繫國議程」（Association Agenda），以加快聯繫國協定簽署以及「通過建立一個全面而實際、可實現首要目標的框架，來促進雙方的深層政治合作和經濟一體化」，這一文件於當年11月24日生效，並代替了之前於2005年達成的烏歐行動計劃。 2011年12月舉行的第十五屆烏歐峰會結束後，雙方代表宣布關於聯合協定的談判已完成，隨後在2012月3月30日在布魯塞爾草簽了此協定，2013年2月25日第十六屆峰會結束後，雙方在共同聲明中表示協議的最後簽署定在當年11月於維爾紐斯舉行的第三屆東部夥伴關係峰會上正式簽署聯合協議， 自此開始的數月間當時的烏克蘭總統亞努科維奇力勸國會通過一些法案來達到歐盟要求，但是因為俄羅斯對烏克蘭施壓的關係，2013年11月21日烏克蘭國會否決了一些旨在達成歐盟要求的法案，烏克蘭政府宣布暫停同歐盟簽署聯合協議，使得 2013年11月28日亞努科維奇雖然參加了原計劃準備和歐盟簽署聯合協定的維爾紐斯峰會但烏克蘭最終還是選擇了不簽署協定，導致接下來發生了烏克蘭親歐盟示威運動與克里米亞危機這些事件使得烏克蘭陷入危機之中，歐盟也對此提供了 110億歐元在內的援助計劃，2014年3月和6月，烏克蘭與歐盟在布魯塞爾簽署聯合協定中的政治部分和經濟部份， 同年9月歐洲議會與烏克蘭國會批淮通過，該協議還需歐盟所有會員國通過才會生效，但由於荷蘭在2016年4月6號中的諮詢性公投中否決了該協議，使得協議的生效日期仍然是未知數，不過其中的烏克蘭與歐盟的深入而全面自由貿易區還是於2016年1月1日起生效。2016年12月15日，為了讓荷蘭支持聯合協議歐盟表示，決定為歐盟與烏克蘭聯繫國協定附加條款，以推動荷蘭批准這一協定。2017年5月31日荷蘭終於完成了協定的批准程序並於6月15日將同意書存放到歐盟理事會，2017年7月11日，歐盟理事會也批准了聯合協定，7月13日在第十九届乌克兰－欧盟峰会上，歐洲理事會主席圖斯克宣布已完成聯合協定的批准程序，協定於9月1日生效。

## 批准

紅色：未交存批准書的國家
深綠：已交存批准書的國家

### 批准程序概況
國家元首同意代表完成批准程序，而存放批准書則指的是批准程序的最後一步。國家元首簽署同意書以後才能交存到歐盟理事會手上。下表顯示成員國批准之進展：
| 瓦隆议会 | （區域） （社區事務） |

| 布魯塞爾聯合大會 | （法語） （荷語） |

| 弗拉芒议会 | （區域） （社區事務） |